# Der Trill-Kandidat
Der Trill-Kandidat (Originaltitel: Playing God) ist die 17. Folge der zweiten Staffel der US-amerikanischen Science-Fiction-Fernsehserie Star Trek: Deep Space Nine. Sie wurde in den Vereinigten Staaten über Syndication vermarktet und erstmals am 27. Februar 1994 auf verschiedenen Fernsehsendern ausgestrahlt. In Deutschland war sie zum ersten Mal am 20. September 1994 in einer synchronisierten Fassung auf Sat.1 zu sehen.

## Handlung
Im Jahr 2370 kommt der Trill Arjin auf die Raumstation Deep Space Nine, um sich mit Wissenschaftsoffizierin Jadzia Dax zu treffen. Arjin hat sich um die Vereinigung mit einem Symbionten beworben und Dax soll ihn auf seine Eignung beurteilen. Er ist sehr nervös, denn Dax ist berüchtigt dafür, Kandidaten durchfallen zu lassen. Nach einem ersten Treffen stellt sie ihm die Führungsoffiziere auf der Ops vor, die gerade mit einem Schädlingsbefall durch cardassianische Mäuse beschäftigt sind. Anschließend brechen die beiden mit dem Runabout USS Mekong zu einem Ausflug durch das Wurmloch in den Gamma-Quadranten auf. Dax ist beeindruckt von Arjins Pilotenkünsten. Bezüglich seiner Bedenken erklärt sie, dass die übermäßige Strenge, von der er gehört hat, den früheren Wirt des Dax-Symbionten, Curzon, betrafen. Sie, Jadzia, ist hingegen eine neue Person und sie beabsichtigt, ihn fair zu behandeln. Während des Fluges treffen sie unerwartet auf eine Subraum-Interphasentasche. Etwas Materie daraus setzt sich in einer der Warp-Gondeln der Mekong fest und setzt sie außer Betrieb.
Mit der verbliebenen Antriebsenergie fliegen sie zurück zur Station, wo Chefingenieur Miles O’Brien im wissenschaftlichen Labor ein Eindämmungsfeld errichtet, damit die Materie besser erforscht werden kann. Während der Wartezeit gehen Dax und Arjin essen. Sie erfährt von ihm, dass er sich eigentlich nur für die Vereinigung beworben hatte, weil dies der letzte Wunsch seines verstorbenen Vaters war. Er scheint sich aber noch nicht selbst mit der Frage auseinandergesetzt zu haben, was eine Vereinigung für ihn bedeuten würde. Dax kommen Zweifel, ob er als Kandidat wirklich geeignet ist. Sie sucht den Rat ihres alten Freundes Commander Benjamin Sisko. Der erinnert sie an die Ungerechtigkeiten, die sie durch ihren eigenen Prüfer Curzon Dax erfahren musste. Die Materie wird ins Labor überführt, doch es dauert nicht lang, da macht sich eine cardassianische Maus an der Technik zu schaffen und das Eindämmungsfeld versagt.
Das Verhältnis zwischen Dax und Arjin verschlechtert sich, als sie ihm vorwirft, er würde ihr nur das erzählen, wovon er glaubt, dass sie es hören wolle. Während Arjin frustriert die Bar von Quark aufsucht, findet Dax heraus, dass die fremde Materie stark strukturiert ist und nicht den bekannten Naturgesetzen entspricht. Ihre Analyse ergibt, dass es sich um ein Protouniversum in einem frühen Entwicklungsstadium handeln muss. Wenn es expandiert, wird es das vorhandene Universum ersetzen. Es an seinen Ursprungsort zurückzubringen, scheint Dax zu gefährlich, denn das Wurmloch könnte einen ungeahnten Schaden erleiden, wenn einer der Verteronknoten in seinem Inneren mit dem Protouniversum kollidieren würde. Sie sieht als einzige Möglichkeit, eine Implosion zu verursachen, die das Protouniversum und das Labor, in dem es sich befindet, zerstören würde. Etwas später entdeckt sie jedoch, dass die Entropie innerhalb des Protouniversums deutlich zurückgeht, was sie sich nur durch die Anwesenheit von Leben erklären kann. Die Zerstörung des Protouniversums steht daher nicht mehr zur Debatte.
Während das weitere Vorgehen von den anderen Führungsoffizieren kontrovers diskutiert wird, sucht Dax Arjin auf. Sie berichtet von ihren eigenen Erfahrungen mit Curzon und macht Arjin klar, dass sie ihn noch nicht aufgegeben hat. Sisko entscheidet schließlich, dass das Protouniversum doch zurück an seinen Ursprungsort gebracht werden soll. Auf dem zweiten Runabout USS Rio Grande wird ein Eindämmungsfeld errichtet. Dax und Arjin machen sich damit auf den Weg. Im Inneren des Wurmlochs wird das Eindämmungsfeld jedoch immer schwächer. Um eine Kollision zu vermeiden, entscheidet Arjin, ermutigt von Dax, die Rio Grande zu stoppen und einen bisher noch nie gewagten manuellen Präzisionsflug zum Ausgang des Wurmlochs zu probieren. Es gelingt ihm, das Schiff sicher an den Verteronknoten vorbeizusteuern und im Gamma-Quadranten angekommen verfrachten Arjin und Dax das Protouniversum wieder in die Subraum-Interphasentasche.
Zurück auf der Station ist es Zeit für Arjin und Dax, sich zu verabschieden. Er entschuldigt sich für seine unbedachten Worte und gesteht, dass er das Thema Vereinigung vor der Begegnung mit Dax völlig falsch eingeschätzt hatte. Dax erklärt, dass sie ihn für eine Vereinigung empfehlen würde, wenn er bereit dazu ist.

## Verbindungen zu anderen Star-Trek-Produktionen
Jake Siskos Freundin Marda wird hier nach Folge 2.10 (Auge des Universums) zum zweiten Mal erwähnt. Weiterhin wird angedeutet, dass Jake sein Praktikum bei Chief O’Brien, das er in Folge 2.16 (Die Illusion) begonnen hatte, weiterhin fortführt.

## Produktion

### Drehbuch
In Jim Trombettas ursprünglichem Entwurf hätte eigentlich die Geschichte um das Protouniversum die Haupthandlung darstellen sollen. Michael Piller machte daraus eine Nebenhandlung und stellte stattdessen die Interaktion zwischen Dax und Arjin in den Mittelpunkt.

### Darsteller
Terry Farrell und Geoffrey Blake hatten bereits 1984 in der kurzlebigen Seifenoper Karussell der Puppen gemeinsam vor der Kamera gestanden.
Richard Poe hat hier seinen ersten Auftritt als Gul Evek. Er spielte die Figur insgesamt in drei Folgen von Star Trek: Deep Space Nine, in zwei Folgen von Raumschiff Enterprise – Das nächste Jahrhundert und im Pilotfilm von Star Trek: Raumschiff Voyager.
Ron Taylor hatte den klingonischen Koch bereits in Folge 2.06 (Das “Melora”-Problem) von Star Trek: Deep Space Nine gespielt.

### Requisiten
Dax und Sisko spielen erstmals im Star-Trek-Franchise eine Partie traditionelles Schach gegeneinander und nicht die fiktive 3D-Variante. Ihre Züge sind die aus der Partie des Jahrhunderts zwischen Donald Byrne und Bobby Fischer aus dem Jahr 1956.

### Modelle
Für das Transportschiff, mit dem Arjin auf die Station kommt, wurde das Modell der USS Jenolan aus Folge 6.04 (Besuch von der alten Enterprise) von Raumschiff Enterprise – Das nächste Jahrhundert wiederverwendet.

## Rezeption
Keith DeCandido bewertete Der Trill-Kandidat 2013 auf tor.com als eine durchschnittliche Folge von Star Trek: Deep Space Nine. Er fand, dass der Charakter von Jadzia Dax hier auf großartige Weise weiter ausgebaut wird; auch mochte er ihre Interaktion mit Arjin. DeCandido bemängelte allerdings, dass der Folge eine spannende Handlung fehle. Der Geschichte um das Protouniversum fehlt seiner Meinung nach das nötige Gewicht und die Lösung, es einfach dorthin zurückzubringen, wo es gefunden wurde, fand DeCandido recht schwach.